# Bildschirmspiel 01
| RFT Bildschirmspiel 01                                                               |
| BSS 01                                                                               |
| Hersteller                                                                           |
| VEB Halbleiterwerk Frankfurt an der Oder                                             |
| Verkaufsstart und Neupreis                                                           |
| 1979 für 550 Mark                                                                    |
| Einstellung der Produktion                                                           |
| 1981                                                                                 |
| Lieferumfang                                                                         |
| Konsole mit zwei Controllern und Antennenkabel, Anleitung, Stromlaufplan, Verpackung |

Das Bildschirmspiel 01 (kurz BSS 01) ist die einzige Spielkonsole, die in der Deutschen Demokratischen Republik entwickelt und hergestellt wurde. Es basiert auf dem elektronischen Schaltkreis AY-3-8500 des US-amerikanischen Unternehmens General Instrument. Die vier einzeln auswählbaren Spiele orientieren sich in ihrem Spielablauf, der Steuerung und der audiovisuellen Präsentation stark an Pong. Das vom VEB Halbleiterwerk Frankfurt an der Oder (HFO) konstruierte und produzierte Bildschirmspiel kam Ende 1979 unter der Marke RFT in den nationalen Handel. Es kostete 550 Mark der DDR. Mangels Rentabilität wurde die Fertigung bereits nach zwei Jahren wieder eingestellt. Ein Nachfolgegerät mit mehr Spieloptionen und zusätzlich farbiger Bildausgabe kam über das Prototypenstadium nicht hinaus.

## Geschichte
Ab Mitte der 1970er Jahre entwickelten sich vor allem in den Vereinigten Staaten von Amerika, aber auch der Bundesrepublik Deutschland Spielkonsolen immer mehr zum festen Bestandteil der Alltagskultur. In den Ostblockstaaten – darunter die Deutsche Demokratische Republik – hingegen existierten solche Geräte kaum. Das lag nicht zuletzt auch am technologischen Rückstand vor allem der dortigen Mikroelektronik. Um diesen Rückstand aufzuholen, erschien es der DDR-Staatsführung wichtig, die Ausbildung entsprechender Berufsgruppen und Ingenieure voranzutreiben. Die Bevölkerung sollte deshalb an die digitale Technologie herangeführt und so das Interesse beim potentiellen Nachwuchs geweckt werden. Videospiele als Unterhaltungsmedien erschienen den Verantwortlichen dafür als durchaus geeignetes Mittel. Das Ministerium für Elektrotechnik und Elektronik beschloss deshalb im Jahr 1977, in der DDR ein „Bildschirmspielgerät“ zu produzieren.

### Entwicklung und Produktion

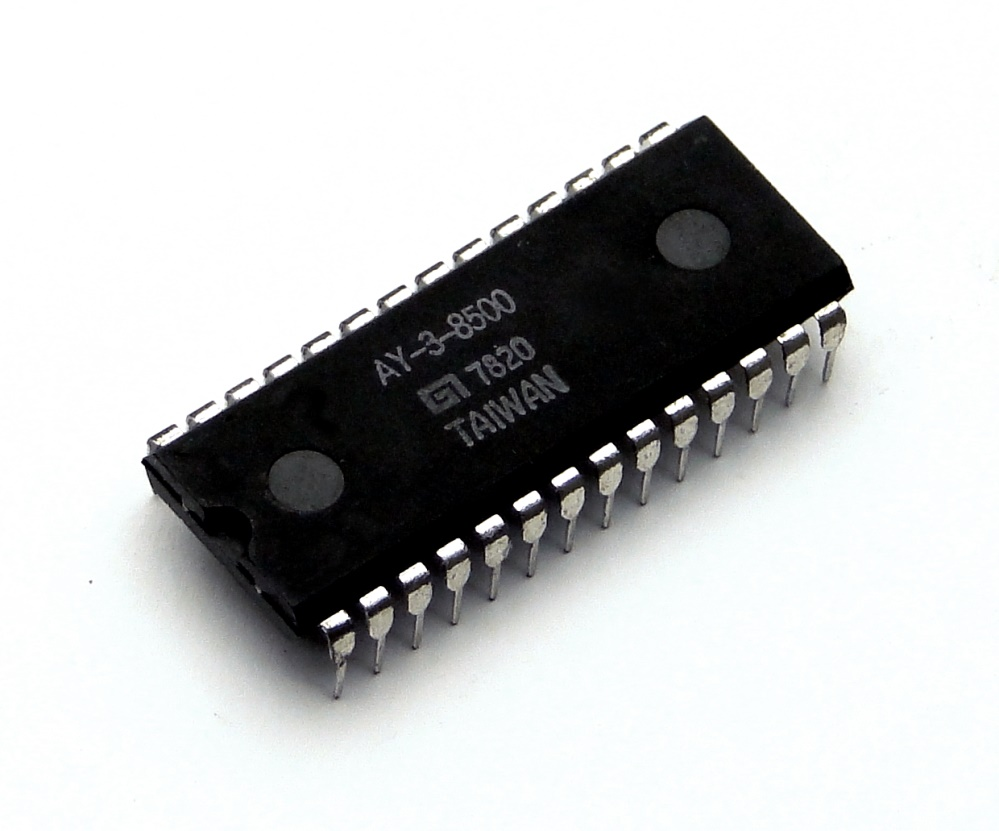
AY-3-8500

Die technisch-industriellen Möglichkeiten der DDR reichten 1977 nicht für eine vollständige Eigenentwicklung aus, die auch wirtschaftlich sein musste. Es sollte daher die zentrale Komponente der zukünftigen Spielkonsole – der hochintegrierte elektronische Schaltkreis AY-3-8500 – aus dem westlichen Ausland eingeführt werden. Im Gegensatz zu Mikroprozessoren, die auch für militärische Zwecke eingesetzt werden konnten, unterlag der AY-3-8500 nicht den Einfuhrbeschränkungen des CoCom-Embargos, das zu dieser Zeit von den westlichen Ländern verhängt worden war. Die restlichen elektronischen und mechanischen Bestandteile konnten in Eigenregie hergestellt oder aus anderen Ostblockstaaten importiert werden. Mit der Konstruktion und Fertigung der Konsole wurde 1977 der VEB Halbleiterwerk Frankfurt an der Oder (HFO) betraut. Einem Halbleiterhersteller auch die eigentlich betriebsfremde Produktion von Konsumgütern zu übertragen, war in der Planwirtschaft der DDR üblich.
Nach einigen Verzögerungen begannen 1978 die Entwicklungsarbeiten für die Spielkonsole. Etwa ein Jahr später hatten die Ingenieure des HFO das Gerät zur Produktionsreife gebracht. Seine Fertigung startete im letzten Quartal des Jahres 1979. Ausgeführt wurden die Montagearbeiten von der Konsumgüterabteilung mit etwa 150 Mitarbeitern. Probleme bei der Materialversorgung verzögerten indes die Produktion des Geräts in den gewünschten Stückzahlen. Es mangelte an Gehäuseteilen, zuweilen fehlten Verkaufsverpackungen, und auch der Schaltkreis AY-3-8500 war nicht immer in den benötigten Mengen verfügbar. Dennoch konnten 1979 etwa 750 Exemplare der Spielkonsole hergestellt werden.

### Vermarktung
Das Bildschirmspiel 01 oder RFT TV-Spiel genannte Gerät war rechtzeitig zum Weihnachtsgeschäft des Jahres 1979 im Handel erhältlich. Der Preis betrug 550 Mark der DDR, was deutlich mehr als die Hälfte eines durchschnittlichen Monatsgehalts war. Neben Privatpersonen gehörten deshalb zu den Käufern hauptsächlich staatlich finanzierte Freizeiteinrichtungen wie etwa Pionierhäuser oder Jugendclubs. Öffentlichkeitswirksam vorgestellt wurde die Konsole erstmals auf einer Produktschau des HFO wohl im Februar 1980. Im März präsentierte der Hersteller das Gerät dann auch auf der international ausgerichteten Leipziger Frühjahrsmesse. Etwa zum selben Zeitpunkt vermeldete das HFO, die Spielmöglichkeiten erweitern zu wollen; auch eine Version mit Bildausgabe für Farbfernsehgeräte befinde sich in Planung. Ein entsprechendes Gerät kam aber über ein frühes Prototypenstadium nicht hinaus, weil sich noch im selben Jahr die Herstellung des BSS 01 als unrentabel erweisen sollte und damit keine Kapazitäten für einen Nachfolger freigemacht werden konnten.

### Produktionseinstellung und Abverkäufe

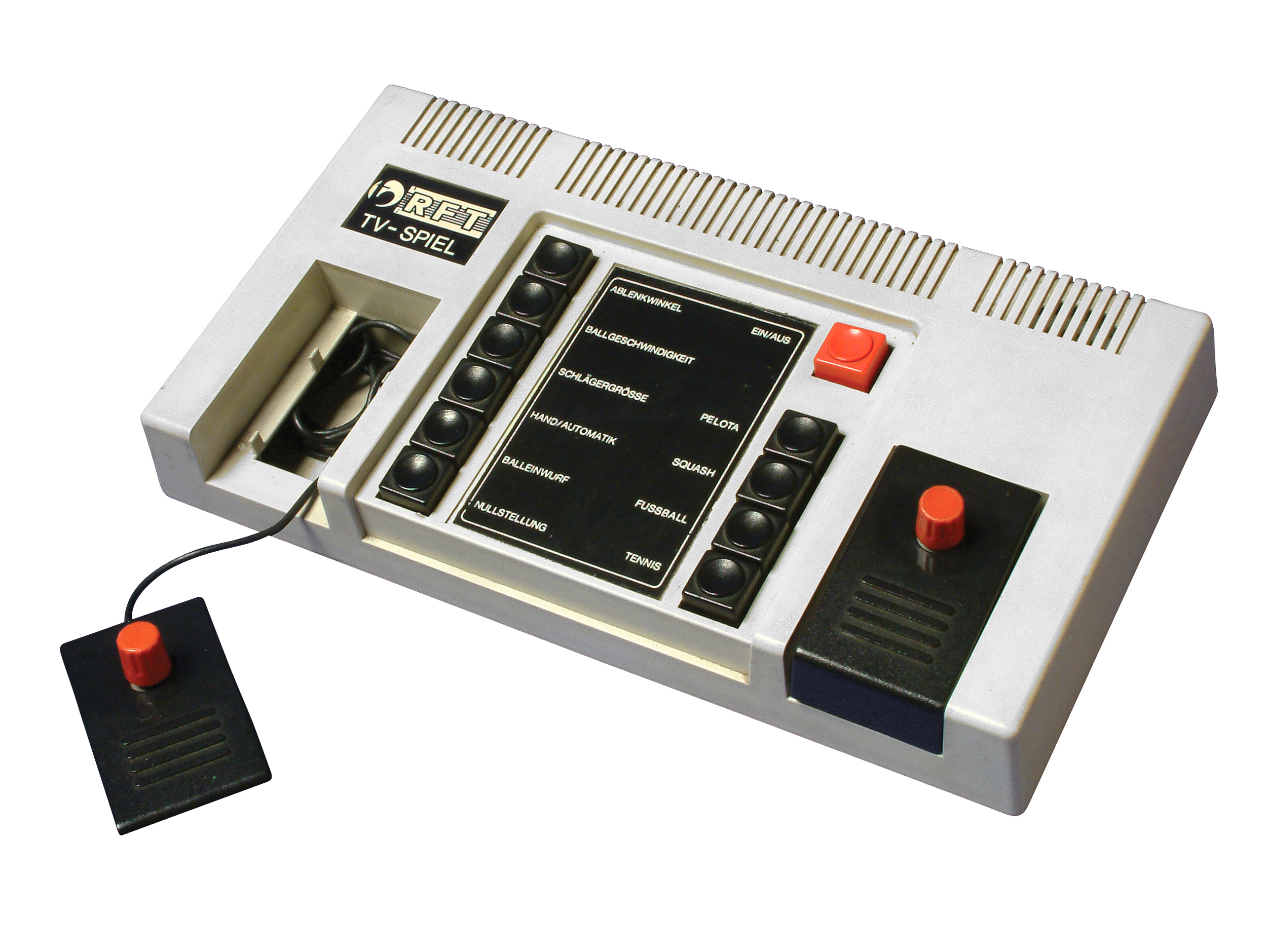
BSS mit weißem Gehäuse

Bereits im ersten Halbjahr 1980 mussten elektronische Teile außerplanmäßig zugekauft werden, um die Produktion aufrechterhalten zu können. Einige Komponenten der Konsole überschritten zudem die zuvor kalkulierten Kosten deutlich. Beispielsweise war der Einfuhrpreis des AY-3-8500 im Jahr 1980 völlig unerwartet von 6,55 auf 25 DM angestiegen. Angesichts der damit verbundenen schlechten wirtschaftlichen Kennzahlen und der überdies nur schleppenden Verkäufe wurde die Produktion im Jahr 1981 eingestellt. Ein Teil der noch in der DDR lagernden schwer verkäuflichen Konsolenbestände wurde daraufhin im westlichen Ausland angeboten. So gelangten 1982 Geräte nach Griechenland und wenig später auch in die Bundesrepublik Deutschland. Allerdings rechneten sich die Verkäufe dort nicht – die erzielten Erlöse lagen weit unter der geplanten „Exportrentabilität“. 1983 schließlich verschrottete das HFO letzte Reste neuer, aber anderweitig nicht verwendbarer Konsolenteile im Wert von fast 17.000 Mark der DDR. Offiziellen Angaben des Herstellers zufolge sollen insgesamt „einige hundert“ Konsolen produziert worden sein. Nicht zuletzt die bekannten Seriennummern deuten aber darauf hin, dass es tatsächlich wohl höhere Stückzahlen waren. Ein ehemaliger Mitarbeiter des HFO geht von etwa 1000 Exemplaren aus.

## Technische Informationen
Zum Spielen der fünf vorinstallierten Spiele wird zusätzlich ein Fernseher benötigt. Ein Batteriebetrieb der Konsole ist nicht möglich, ebenso wenig wie das Ausführen anderer als der eingebauten Spiele. Gleichwohl besteht die Möglichkeit, verschiedene Spieloptionen einzustellen und dadurch beispielsweise den Schwierigkeitsgrad zu ändern.

### Aufbau des Gerätes

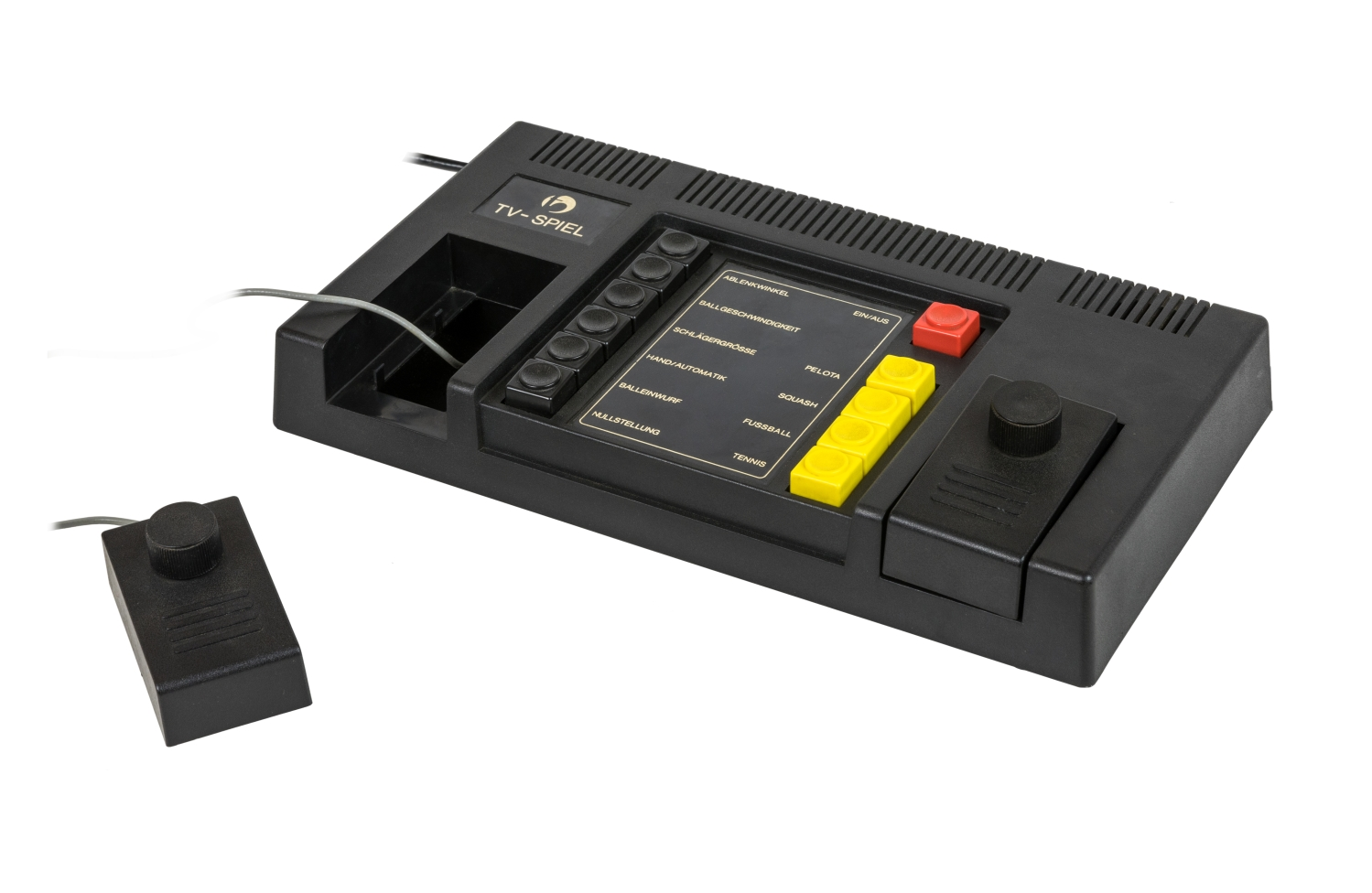
BSS mit schwarzem Gehäuse

In das schwarze oder weiße Plastikgehäuse mit den Abmessungen 32,5 × 17,5 × 5,5 cm ist ein Bedienfeld mit verschiedenen Tasten zur Steuerung eingelassen. Der bei allen Geräten rot ausgeführte Netzschalter nimmt das Gerät in und außer Betrieb. Mithilfe der darunterliegenden Tasten wird das auszuführende Spiel gewählt. Weitere Tasten auf der linken Seite des Bedienpults ermöglichen beispielsweise das Einstellen von Optionen für das gerade ausgeführte Spiel. Die beiden identischen Controller („Bedienteile“) können zum Spielen den jeweiligen Gehäusemulden entnommen werden. Verbunden sind sie mit dem Grundgerät jeweils über ein ca. 1,6 m langes Kabel.
Im Gehäuse der Spielkonsole befinden sich die Stromversorgung mitsamt Transformator, ein Lautsprecher zum Ausgeben der Spielgeräusche und Platinen, auf denen alle elektronischen und einige mechanischen Baugruppen untergebracht sind. Eine ebenfalls im Inneren untergebrachte Metallabschirmung dient zur Verringerung elektromagnetischer Störstrahlung, die den Antennenempfang von zeitgenössischen Fernsehgeräten merklich verschlechtern konnte.

### Funktionsweise
Die Spielkonsole basiert auf dem hochintegrierten Schaltkreis AY-3-8500, von seinem Hersteller General Instrument auch Ball & Paddle genannt. Der Schaltkreis enthält sämtliche Baugruppen zur Abfrage von Handcontrollern, zur Ausführung der Spielmechanik und zur Erzeugung sowohl von Ton als auch Bild. Im Gegensatz zu den damals in westlichen Spielkonsolen ebenfalls gebräuchlichen Mikroprozessoren wie etwa dem Signetics 2650A oder dem MOS 6507 ist der AY-3-8500 nicht programmierbar und er hat auch keinen änderbaren Bildschirmspeicher. Der Spielablauf und sämtliche grafische Daten sind durch entsprechend verschaltete elektronische Bauelemente in seinem Inneren vorgegeben. Insbesondere sind diese nicht modifizierbar. Zur besseren Verdeutlichung dieses Sachverhalts werden darauf basierende Spielkonsolen deshalb als „fest verdrahtet“ oder „spezialisiert“ bezeichnet.
Spielarten und Schwierigkeitsgrade werden durch externe Schalter und äußere elektronische Bauteile wie etwa Widerstände eingestellt. Auch die Auswahl eines Spiels erfolgt durch einen Schalter, mit dem die zum jeweiligen Spiel gehörenden Baugruppen innerhalb des Chips aktiviert und alle nicht benötigten deaktiviert werden. Die Erzeugung der elektrischen Signale für das Fernsehbild erfolgt durch den AY-3-8500 gemäß den technischen Spezifikationen für die in den 1970er und frühen 1980er Jahren ausschließlich genutzten analogen Röhrenfernsehgeräte. Die vom Schaltkreis generierten Bilddaten werden in einer externen elektronischen Baugruppe, dem Videosummierer, zum schwarzweißen BAS-Signal zusammengeführt. Anschließend erfolgt mithilfe eines Hochfrequenzmodulators und eines Antennenkabels die Einspeisung in die Antennenbuchse des Fernsehgeräts. Die Tonsignale werden durch den in der Konsole verbauten Lautsprecher ausgegeben.

## Spiele

Screenshot von Ataris Pong

Mit der Konsole können fünf Varianten von Pong, einem Spiel, das erstmals 1972 von Atari in Form eines Arkadeautomaten veröffentlicht wurde, gespielt werden. Analog zum namensgebenden Ping-Pong beziehungsweise Tischtennis gilt es dabei für zwei Spieler, abwechselnd einen Ball derart ins gegnerische Spielfeld zu schlagen, dass er nicht zurückgespielt werden kann. Das Regelwerk, die Spielmechanik und die audiovisuelle Präsentation sind wegen der damaligen leistungsschwachen Hardware stark vereinfacht. So wird das Spielfeld im Draufblick und ohne jegliche Texturen oder andere grafische Details in Schwarz und Weiß gezeigt. Die Spielfiguren werden jeweils durch einen hochkant stehenden blockartigen Strich – den Schläger (englisch paddle) – angedeutet. Der Ball, dessen Bewegung im Sinne technisch einfacher Handhabbarkeit stets geradlinig verläuft, wird durch einen durch die damalige Hardware ebenfalls leicht zu erzeugenden quadratischen Punkt dargestellt. Um diesen Ball zurückspielen zu können, muss der Schläger mittels Konsolen-Handregler in eine solche vertikale Position gebracht werden, dass er die Bewegungsbahn des Balls kreuzt. Der auftreffende Ball prallt dann mit einem dem Einfallswinkel entgegengesetzten Ausfallwinkel ab und wird damit zur gegnerischen Seite zurückgespielt. Verpasst einer der Spieler den Ball und verlässt dieser daraufhin das Spielfeld, erhält der Gegenspieler einen Punkt. Die Partie endet, wenn einer der beiden Spieler 15 Punkte erreicht hat. Der Spielstand wird dabei durch grob aufgelöste, blockige Ziffern angezeigt. Pong zählt durch die starken Abstraktionen sowohl in der Präsentation als auch in der Spielmechanik zu den einfachstmöglichen Videospielen überhaupt. Es ist mit den später erschienenen und wesentlich komplexeren Sportspielen nicht vergleichbar.

### Tennis
Analog zum realen Tennisspiel stehen sich auch hier zwei Spieler gegenüber. Das als Linie in der Bildschirmmitte dargestellte Netz dient lediglich der optischen Trennung des Spielfelds und hat keinen Einfluss auf den Ball. Die ebenfalls gezeigte obere und untere Spielfeldbegrenzung ist – im Gegensatz zum realen Tennis – ins Spielgeschehen eingebunden, da der Ball bei Berührung ins Spielfeld zurückgelenkt wird und zwar mit einem dem Einfallswinkel entgegengesetzten Ausfallwinkel.

### Fußball
Das Spielfeld unterscheidet sich vom Tennisplatz durch zwei zusätzliche reflektierende Linien am rechten und linken Spielfeldrand. Diese vertikalen Spielfeldbegrenzungen sind jedoch nicht durchgängig, sondern mittig durchbrochen. Passiert ein Ball diese Öffnung, das Tor, so erhält die gegnerische Mannschaft einen Punkt. Jede dieser Mannschaften besteht im Gegensatz zum realen Fußballteam lediglich aus einem Stürmer und einem Torwart, jeweils in zwei verschiedenen Spielfeldhälften. Diese sind ebenfalls nur schematisch in Strichform dargestellt. Beide werden vom Spieler simultan in vertikaler Richtung bewegt, um den Ball zurückschlagen und ein Tor erzielen beziehungsweise verhindern zu können.

### Squash
Gleich dem realen Squash wird von zwei Spielern wechselseitig solange ein Ball gegen eine feststehende vertikale und reflektierende Wand geschlagen, bis ihn eine der beiden Parteien nicht mehr zurückspielen kann.

### Pelota
Der Übungsmodus Pelota entspricht dem Spiel Squash für einen einzelnen Spieler.

### Undokumentiertes Spiel
Das Spiel ist eine erweiterte Variante von Fußball. Auf der rechten Spielfeldseite befinden sich nun drei anstelle der zwei Schläger. Dieses Spiel wird ausgeführt, wenn keine der vier Spieltasten gedrückt ist.

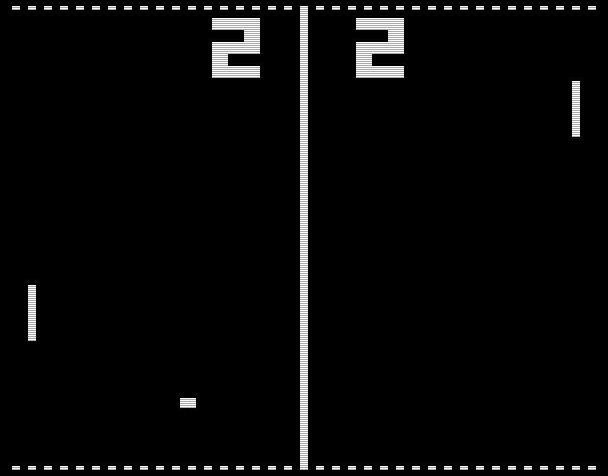
Tennis
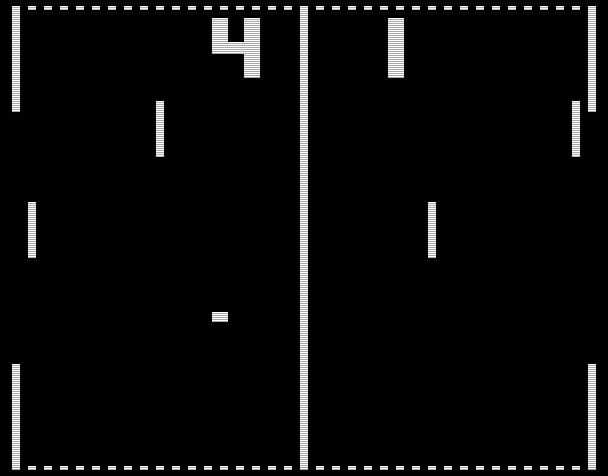
Fußball
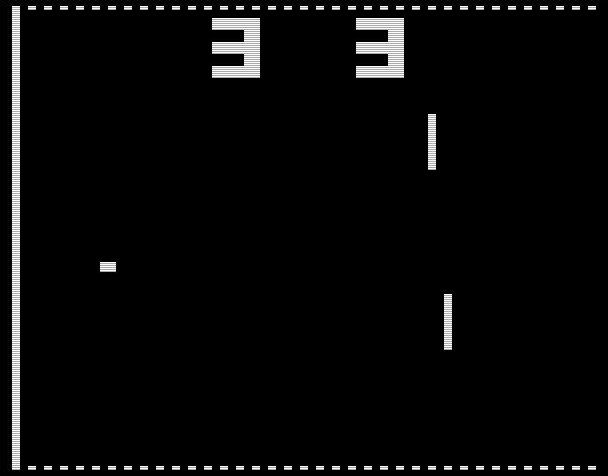
Squash
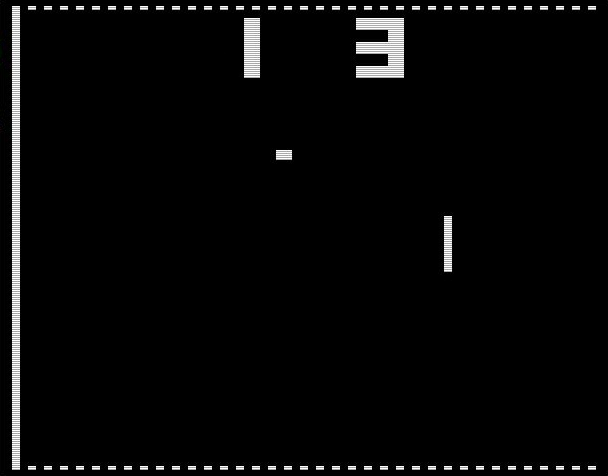
Pelota

## Rezeption

### Zeitgenössisch
Das Gerät war neben Ausstellungen und Messen, auf denen es das „Interesse der Besucher erweckte“, auch Gegenstand einiger werbender Mitteilungen der Tagespresse. Eine kurze Erwähnung findet sich beispielsweise 1980 im Neuen Deutschland, das vor allem die „kurzweilige Art“, das Reaktionsvermögen schulen zu können, hervorhebt. Nur wenig später berichteten auch regionale Zeitungen mit etwas ausführlicheren Artikeln über das neue Produkt, dessen Fertigstellung „eine Verpflichtung des Halbleiterwerkes zum 30. Jahrestag der DDR“ sei. Das „Televisionsspiel“ könne auf dem Bildschirm von Fernsehgeräten „Sportspiele simulieren“, heißt es in einem Artikel der Märkischen Volksstimme von 1980 weiter. Das Gerät sei leicht zu handhaben und bringe sowohl Kindern als auch Erwachsenen „Kurzweil ins Haus“. Wenn einmal „keine rechte Freude am Fernsehprogramm“ aufkomme, dann sei das BSS 01 ein „Retter in Fernsehnot“. Wie bei allen anderen Spielen auch würde mit der Zeit aber das Interesse an der Konsole „schwinden“, so die Berliner Zeitung weiter. Ebenfalls 1980 erschien ein erster umfangreicher Bericht in der Fachzeitschrift Radio Fernsehen Elektronik, der vor allem die technischen Aspekte des BSS 01 näher beleuchtete. Bis ins Jahr 1986 hinein wurden Bauanleitungen für Konsolenerweiterungen u. a. auch in einer weiteren Fachzeitschrift, dem Funkamateur, veröffentlicht. Mit Hilfe dieser Anleitungen war es dann möglich, die beiden im AY-3-8500 vorhandenen, aber werkseitig ungenutzten „Jagdspiele“ zum Gebrauch mit einer „Waffe“ (Lichtpistole) zu aktivieren oder allein gegen die Konsole anzutreten („Cybernetic Mode“).

### Retrospektiv
Rückblickend gesehen habe das Bildschirmspiel 01 vor allem Bedeutung für die technische Entwicklungsgeschichte der DDR, so die Medienwissenschaftler Karla Sofia Höß und Bengt Jöran Eitel im Jahr 2011. Hinzu komme eine gewisse Relevanz für einzelne Spieler und deren späteren Lebensweg. Die Spielkonsole sei für viele der erste Kontakt mit einem Videospiel gewesen, der dann auch zu einer beruflichen oder privaten Beschäftigung mit Computer- und Videospielen führte. Wirtschaftlich konnte die Konsole dagegen nicht überzeugen; als Konsumgut der planwirtschaftlichen Produktion sei sie laut Höß und Eitel sogar ein „Flop“ gewesen. Dazu beigetragen habe vor allem der hohe Preis. Ähnlich sehen es andere Autoren, die den Preis als „stolz“, „exorbitant“ oder „Mondpreis“ bezeichnen. Auch sei das Produkt wegen eines viel zu geringen Budgets nur unzureichend beworben worden. Spätestens nach der Wende 1989 hätten die nun als wertlos geltenden Geräte endgültig keine Beachtung mehr gefunden – wohl auch, weil ihnen die „Aura des alten Regimes“ anhaftete, so Höß und Eitel weiter. Erst 1997 sei die Spielkonsole wieder ins Interesse der Öffentlichkeit gerückt. Zu diesem Zeitpunkt war nämlich – begleitet von zahlreichen Pressemitteilungen – das Computerspielemuseum Berlin mit dem BSS 01 als ständigem Ausstellungsstück eröffnet worden. Das Gerät erfuhr aber nicht nur diese weitere Bedeutung als museales Objekt, sondern darüber hinaus auch als „geschätztes“ Sammelobjekt für Computerspielbegeisterte. Phil Penninger ergänzt, dass dies nicht zuletzt auch an seinem speziellem Status als einzigem Heimvideospielsystem der DDR und seiner Seltenheit gelegen habe.